# Pyrenecosa rupicola
Pyrenecosa rupicola is een spinnensoort in de taxonomische indeling van de wolfspinnen (Lycosidae).
Het dier behoort tot het geslacht Pyrenecosa. De wetenschappelijke naam van de soort werd voor het eerst geldig gepubliceerd in 1821 door Jean-Marie Léon Dufour.